# Damerow (Usedom)
Damerow ist der Name eines ehemaligen Vorwerks von Koserow auf Usedom. Es lag zwischen Zempin und Koserow an einer etwa 300 m breiten Landenge zwischen Ostsee und Achterwasser.

Gedenkstein für das Vorwerk Damerow, welches 1872 und 1874 von Sturmfluten zerstört wurde.

Das Land gehörte seit dem Mittelalter zum Kloster Pudagla und nach der Säkularisation der Klöster in Pommern zum landesherrlichen Amt Pudagla. Mitte des 19. Jahrhunderts bestand der Ort aus fünf Wohnhäusern und hatte 35 Einwohner.
Seit 1736 wurde die Insel an dieser Durchbruchstelle nachweislich fünfmal durch Sturmhochwasser in zwei Teile gerissen. Ein 1736 erfolgter Durchbruch, der sich immer mehr ausdehnte, konnte erst 1739 wieder geschlossen werden. Bereits zwei Jahre danach kam es Anfang März bei einem schweren Sturm zu einem etwa 340 Meter breiten Durchbruch. Bis zum Sommer desselben Jahres konnte dieser geschlossen werden. 1780 widerstanden die im Vorjahr instand gesetzten Stranddünen einem Sturmhochwasser, bevor 1785 ein erneuter Durchbruch erfolgte. Die danach wieder erneuerten Dünen wurden durch einen Sturm aus Nordost am 31. Januar 1791 größtenteils abgetragen. Im November 1792 wurde die Landenge auf einer Breite von mehr als zwei Kilometer durchbrochen, wobei die gesamte Roggensaat des Vorwerks vernichtet wurde. Danach sollten Steinpackwerke den Schutz der Küste verbessern, die bis 1794 angelegt wurden. Sie erwiesen sich jedoch als noch weniger widerstandsfähig und wurden 1799 durch die Ostsee weggerissen. 1818 mussten die meist zerstörten Strandwälle wieder aufgebaut werden. Der Pudaglaer Förster ließ durch Zäune, Sandanhäufungen und Bepflanzung mit Strandgräsern einen widerstandsfähigeren Dünenwall errichten, der sich mehrere Jahrzehnte gegen Hochwasser bewährte.

Hafen in Lüttenort direkt am Grundstück der Gedenkstätte Otto Niemeyer-Holsteins gelegen.

Im November 1872 wurde Damerow durch ein Sturmhochwasser mit Wasserständen von 3 Meter über Normal zerstört. Nachdem ein weiteres Sturmhochwasser im Februar 1874 die Reste der Gebäude zerstörte und eine bis zu 60 cm starke Sandschicht hinterließ, wurde Damerow aufgegeben. Das Land wurde daraufhin an den Staat abgetreten. Bei den Silvesterhochwassern 1904 und 1913 kam es erneut zu Dammbrüchen. Dabei blieb nur ein einziges Gebäude des ehemaligen Vorwerks Damerow erhalten: die Försterei. 1928 wurde die Försterei Zinnowitz nach Damerow verlegt und damit einige Gebäude neu errichtet, wobei der Name der „Försterei Damerow“ beibehalten wurde. Die Försterei wird zum beliebten Ausflugsziel für Spaziergänger.
In den 1930er Jahren ließ sich der Maler Otto Niemeyer-Holstein auf der Landenge nieder und nannte den Ort „Lüttenort“. Das ehemalige Atelier und Wohnhaus des Malers können heute besichtigt werden.
Die Lage des Forsthauses an der engen Stelle zwischen Achterwasser und Ostseeküste rückte in den 1960er Jahren die Umgebung des Forsthauses in den Blickpunkt des Feriendienstes der Forstwirtschaft. Die Entwicklung des Massentourismus führte dazu, dass das „Forstferienobjekt Forsthaus Damerow“ erbaut wurde. Bei Eröffnung im Jahr 1974 zählte das Forsthaus zwölf Gästezimmer sowie eine Gaststätte.
Mit der deutschen Einheit blieb das Grundstück im Eigentum der Forst, welche nun nicht mehr zuständig für den Urlaub ihrer Mitarbeiter war. 1991 wurde ein neuer Eigentümer gefunden. Nach anfänglichen Umbaumaßnahmen und einem im Jahr 1998 eingeweihten Anbau zählt das Forsthaus als Hotel mittlerweile 68 Zimmer.
Das Forsthaus Damerow ist ganz im Sinne seiner langen Tradition einer der ersten Partner für die mittlerweile bundesweite Aktion „Klimawald“. Seit Oktober 2009 wurden in unmittelbarer Nachbarschaft des Hotels insgesamt 3,18 Hektar mit Eichen und Kiefern bepflanzt.